# 一本
一本（日語：一本），指的是在日本武道、将棋、柔道等竞技中，一场比赛中达成的决定性胜利决胜结果，字面上的意思是“一个完整的分数”。

## 空手道中的一本
在空手道中，当达到具有足够威力的突击或踢击，或者被击倒且无法站起来（即击倒）、或者在剑道中，当达到具有足够威力的击打时，可以宣布一本。

## 柔道中的一本
在柔道比赛中，一本指的是能够立即结束比赛并取得胜利的最高得分。以下是得到一本的几种方式：
- 投技：以清晰且有力地将对手摔倒在背部着地为标准。如果摔倒不够清晰或没有背部着地，则可能被判定为技有（waza-ari）。
- 压技：在地面上控制对手达到一定时间，例如壓制对手背部十秒钟可得技有，二十秒则可得一本。
- 绞技和关节技：通过控制对手的肢体或颈部让其认输。

比赛通常分为4分钟，如果没有达到一本，则根据是否有半分继续判断胜负。若仍无胜负，则进入黄金分段，黄金分段中首先得分的选手即获胜。
如果某运动员获得一本，那么该场比赛立即结束，获得一本的运动员胜出。
如果比赛时间结束时没有出现一本，则根据技有（waza-ari）、有效（yuko）、效果（koka）的得分多少评定胜负。
技有胜过所有有效和效果得分，有效胜过所有效果得分。
如果双方得分相等，则进行加时赛，第一得分者获胜。如果加时赛结束时仍未决胜负，则由主裁判员根据裁判团的意见决定胜负。